# Lages
Lages är en stad och kommun i Brasilien och ligger i delstaten Santa Catarina. Folkmängden uppgår till cirka 160 000 invånare.

## Administrativ indelning
Kommunen var 2010 indelad i tre distrikt:
- Índios
- Lages
- Santa Teresinha do Salto

## Storstadsområde
Lages storstadsområde, Região Metropolitana de Lages, bildades formellt 26 januari 2010. Området är indelat i en central del, Núcleo Metropolitano (2 kommuner), och en yttre del, Área de Expansão Metropolitana (21 kommuner).
Núcleo Metropolitano
- Correia Pinto, Lages

Área de Expansão Metropolitana
- Anita Garibaldi, Bocaina do Sul, Bom Jardim da Serra, Bom Retiro, Campo Belo do Sul, Capão Alto, Cerro Negro, Curitibanos, Frei Rogério, Otacílio Costa, Painel, Palmeira, Ponte Alta, Ponte Alta do Norte, Rio Rufino, Santa Cecília, São Cristovão do Sul, São Joaquim, São José do Cerrito, Urubici, Urupema